# 24344 Brianbarnett
24344 Brianbarnett è un asteroide della fascia principale. Scoperto nel 2000, presenta un'orbita caratterizzata da un semiasse maggiore pari a 2,2581707 UA e da un'eccentricità di 0,1423086, inclinata di 3,31860° rispetto all'eclittica.
È stato intitolato a Brian Gray Barnett (1990), studente premiato nel 2008 al concorso internazionale Intel per la scienza e l'ingegneria.